# Al-Ball
Al-Ball (arab. البل) – wieś w Syrii, w muhafazie Aleppo. W 2004 roku liczyła 563 mieszkańców.